# Saint-Nicolas (Pas-de-Calais)
Saint-Nicolas (auch: Saint-Nicolas-lez-Arras; flämisch: Sint Niklaes oder Sint Niklaas) ist eine französische Gemeinde im Département Pas-de-Calais in der Region Hauts-de-France. Die Gemeinde mit 4.548 Einwohnern (Stand: 1. Januar 2022) gehört zum Arrondissement Arras und ist Teil des Kantons Arras-2. Die Einwohner werden Médiolanais genannt.

## Geografie
Saint-Nicolas liegt in der historischen Provinz Artois an der Grenze zwischen der ursprünglichen und der kanalisierten Scarpe. Hier mündet das Flüsschen Crinchon etwa 200 Meter vor Beginn des kanalisierten Abschnittes. Umgeben wird Saint-Nicolas von den Nachbargemeinden Roclincourt im Norden, Saint-Laurent-Blangy im Osten, Arras im Süden, Saint-Catherine-lès-Arras im Westen.
Durch die Gemeinde führt die Route nationale 17.

### Bevölkerungsentwicklung
| 1962 | 1968 | 1975 | 1982 | 1990 | 1999 | 2006 | 2011 |
| ---- | ---- | ---- | ---- | ---- | ---- | ---- | ---- |
| 1936 | 2402 | 4072 | 6224 | 6121 | 5659 | 5134 | 4751 |

## Sehenswürdigkeiten
- Kirche Saint-Nicolas
- Mahnmal der Toten des Krieges
- Reste des alten Schlosses

## Gemeindepartnerschaften
Mit dem Stadtteil Lipperode der deutschen Stadt Lippstadt in Nordrhein-Westfalen besteht eine Partnerschaft.